# John Murtaugh
John E. Murtaugh (* 30. Oktober 1927 in Minneapolis; † 2017) war ein US-amerikanischer Jazzmusiker (Tenorsaxophon, Arrangement, Komposition).

## Leben und Wirken
Murtaugh arbeitete in der New Yorker Musikszene als Musiker, Arrangeur oder Komponist ab den frühen 1950er-Jahren mit Jackie Paris, Urbie Green (Urbie Green Sextett, Blue Note, 1954), Les Elgart („Harlem Nocturne“), Hubert Laws, Les McCann, Benny Goodman, Dizzy Gillespie, Eddie Higgins, Bobby Scott (Bobby Scott and Two Horns, 1956) und Grady Tate („Movin’ Day“, mit Spencer Michlin).  Unter eigenem Namen legte er 1970 sein einziges Album, die Fusion-orientierte Produktion Blues Current (Polydor) vor, auf der Murtaugh auch Moog-Synthesizer spielte und an dem Herbie Hancock, Gerald Jemmott (Bass) und Bernard Purdie mitgewirkt hatten.  Zu seinen weiteren Kompositionen zählt „Easy Going“. Bei der Session der Sängerin Marion Williams mit dem John Murtaugh Orchestra waren 1971 u. a. auch Keith Jarrett, Willie Bobo und Bernard Purdie beteiligt. Im Bereich des Jazz war er zwischen 1952 und 1971 an 17 Aufnahmesessions beteiligt. In späteren Jahren leitete er mit Hal Grant die Musikproduktionsfirma Grant and Murtaugh Productions, die u. a. für Mel Lewis arbeitete.